# Silke Traub

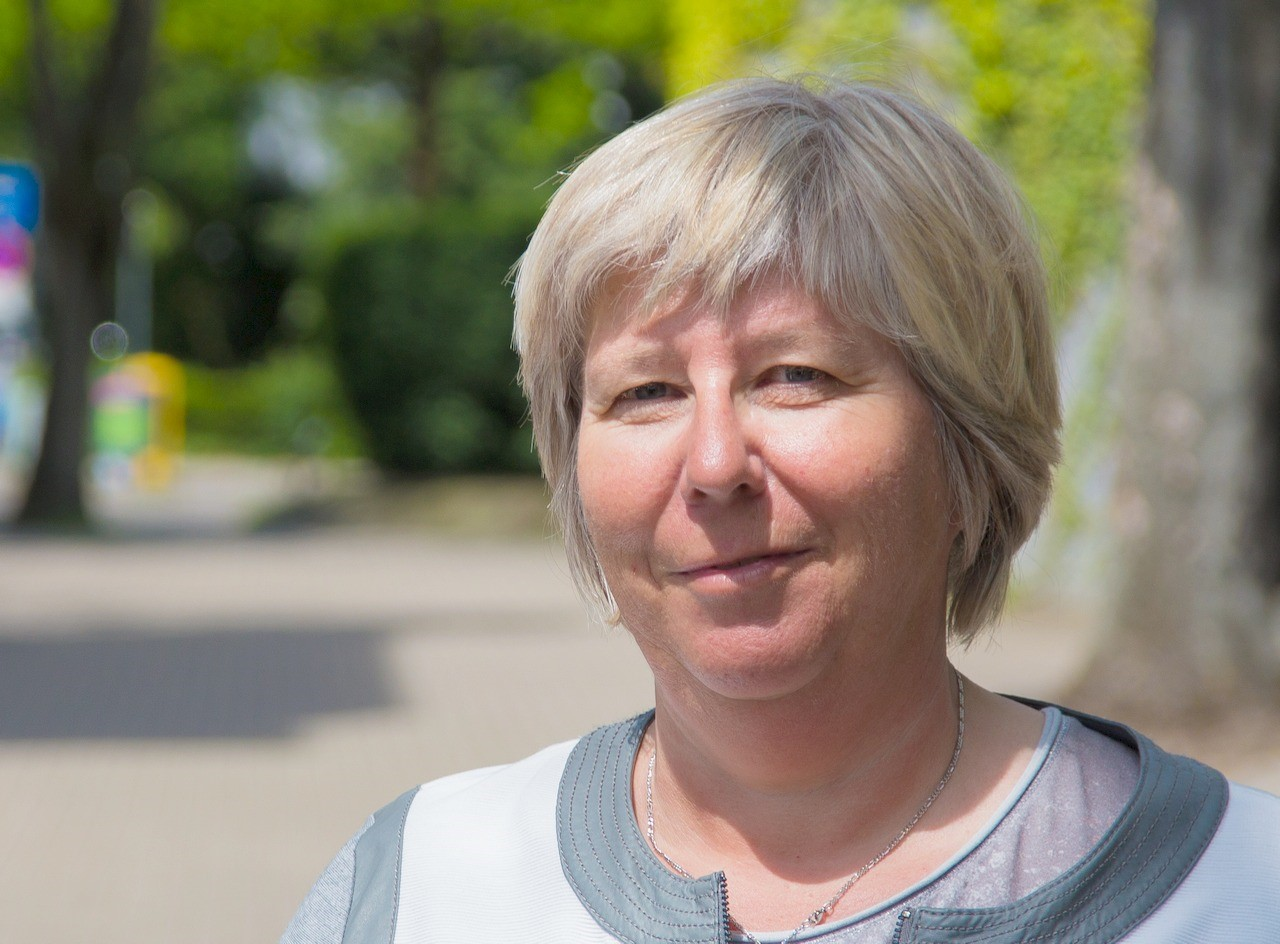
Silke Traub

Silke Traub (* 1964 in Reutlingen) ist eine deutsche Bildungswissenschaftlerin, Hochschullehrerin und Fachbuchautorin.

## Leben
Traub war nach einem Lehramts- und Aufbaustudium an der PH Weingarten (1984–1990) zunächst als Realschullehrerin tätig. 1999 wurde sie mit einer Arbeit zur Wirksamkeit von Lehrerfortbildungsmaßnahmen promoviert. Nach Anstellungen an der PH Weingarten und PH Schwäbisch Gmünd erhielt sie 2007 einen Ruf auf die Professur für Schulpädagogik und Allgemeine Didaktik an der Pädagogischen Hochschule Karlsruhe. Seit 2010 leitet sie in Karlsruhe das Kontaktstudium Erwachsenenbildung, seit 2012 auch das LehrLernZentrum der Hochschule.
Traub ist Verfasserin zahlreicher didaktisch-methodischer Handbücher, u. a. zur Freiarbeit, zum selbstgesteuerten und individualisierten Lernen, zum kooperativen Lehren und Lernen (teils mit Klaus Konrad), sowie zur Gesprächsführung, und Mitautorin des „Pädagogischen Grundwissens“ (begründet von Herbert Gudjons) Silke Traub führt Fortbildungen für Hochschullehrende, Lehrer(innen) und Multiplikator(inn)en im In- und Ausland durch.

## Forschungsschwerpunkte
Silke Traub hat u. a. den Einfluss des Projektunterrichts auf Selbststeuerungsprozesse bei Lernenden untersucht. Konzeptentwicklung und Forschungsdesign orientieren sich dabei am Forschungsprogramm „Subjektive Theorien“ (begründet von Diethelm Wahl u. a.). Zu ihren Schwerpunkten gehört heute die wissenschaftliche Begleitung von Einzelschulen, u. a. für das Luxemburgische IFEN. Aktuelle Forschungsvorhaben gelten dem Bereich Lehrerbildung (Schulpraktische Studien).

## Publikationen (Auswahl)
- Lehren und Lernen mit Methode. Individualisiert, kooperativ, auf verschiedenen Lernniveaus. Baltmannsweiler: Schneider Hohengehren 2016. ISBN 978-3-8252-4338-8
- Mit H. Gudjons: Pädagogisches Grundwissen. Reihe UTB, Bad Heilbrunn/Obb.: Klinkhardt. 12. Aufl. 2016. ISBN 978-3-8252-4691-4
- Mit K. Konrad:  Kooperatives Lernen: Theorie und Praxis in Schule, Hochschule und Erwachsenenbildung. Baltmannsweiler: Schneider Hohengehren. 5. Aufl. 2016. ISBN 978-3-8340-0374-4
- Mit K. Konrad: Selbstgesteuertes Lernen: Grundwissen und Tipps für die Praxis. Baltmannsweiler: Schneider Hohengehren 3. Aufl. 2015. ISBN 978-3-8340-1272-2
- Projektarbeit erfolgreich gestalten. Über individualisiertes, selbstgesteuertes Lernen zum erfolgreichen Kleingruppenprojekt. Reihe UTB. Bad Heilbrunn/Obb.: Klinkhardt 2012. ISBN 978-3-8252-3657-1
- Selbstgesteuert lernen im Projekt? Anspruch an Projektunterricht und dessen Bewertung aus Sicht von Lehrenden und Lernenden. In: Zeitschrift für Pädagogik 57 (2011), S. 93–113.